# Kaikoura
Kaikoura est une petite ville de Nouvelle-Zélande d'environ 2 000 habitants. Elle est située sur l'île du Sud, à environ 180 kilomètres au nord de Christchurch, juste au nord de la péninsule du même nom.
La ville est le siège gouvernemental de l'autorité territoriale du Quartier Kaikoura, qui est politiquement une partie de la région de Canterbury. Le quartier a une superficie de 2 046,41 km2 (790,12 m carrés).
Kaikoura est un lieu où on peut voir des dauphins, des baleines ou des phoques. Une des spécialités locales est le « Kaikoura » un repas à base de langoustes.
il y a aussi une chute d'eau nommé « ohau ». On peut s'y baigner avec des phoques.
L'infrastructure de Kaikoura a été lourdement endommagée par le tremblement de terre de Kaikoura en 2016 (d'une magnitude de 7,6), qui a causé deux morts dans la zone. La baie et la région environnante ont été soulevées jusqu'à 2 mètres.

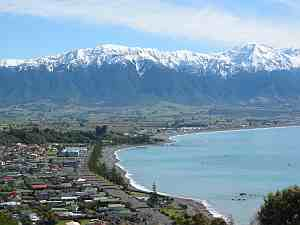

## Galerie

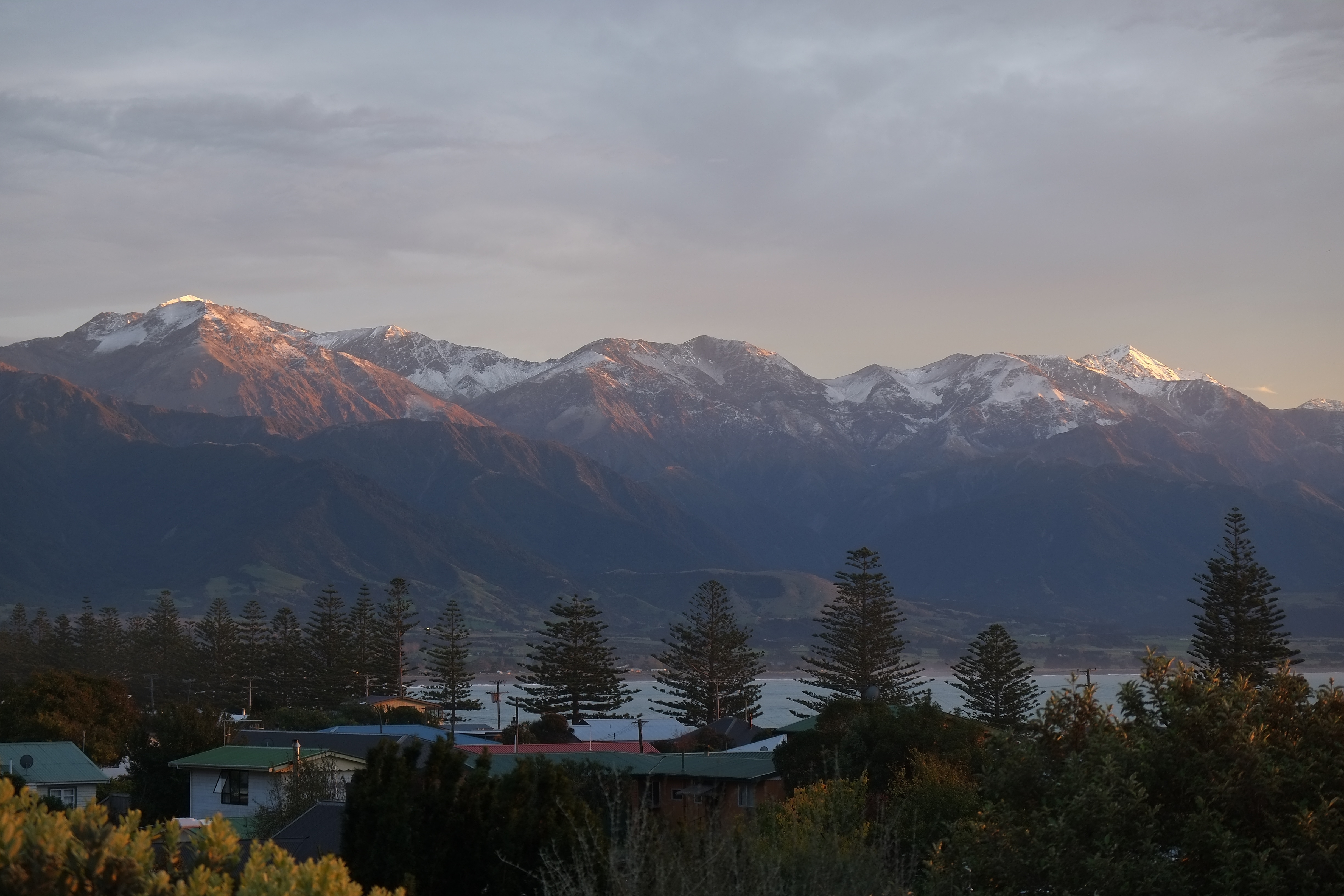
La chaîne de Kaikoura Seaward vue à partir de la ville de Kaikoura
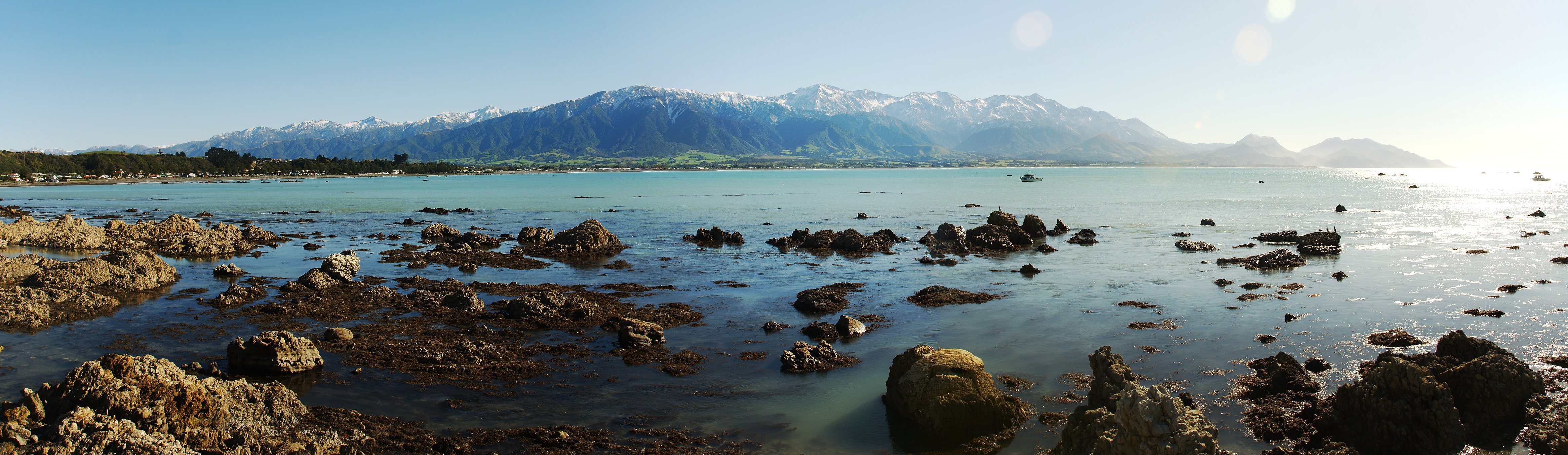
La chaîne de montagnes de Kaikoura Seaward vue de  Kaikoura
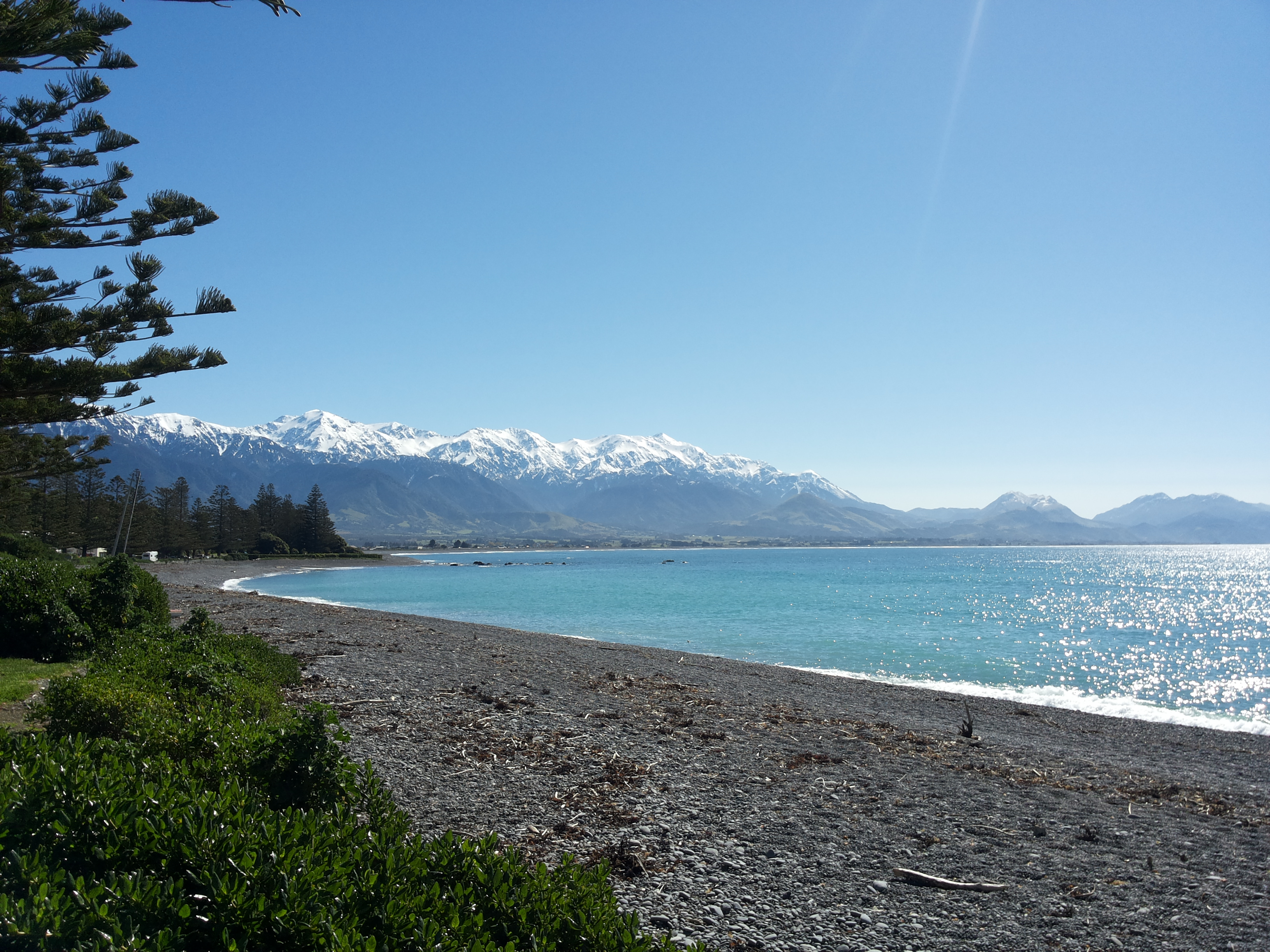
Vue de la plage et de la chaîne de Kaikoura Seaward à partir de Kaikoura
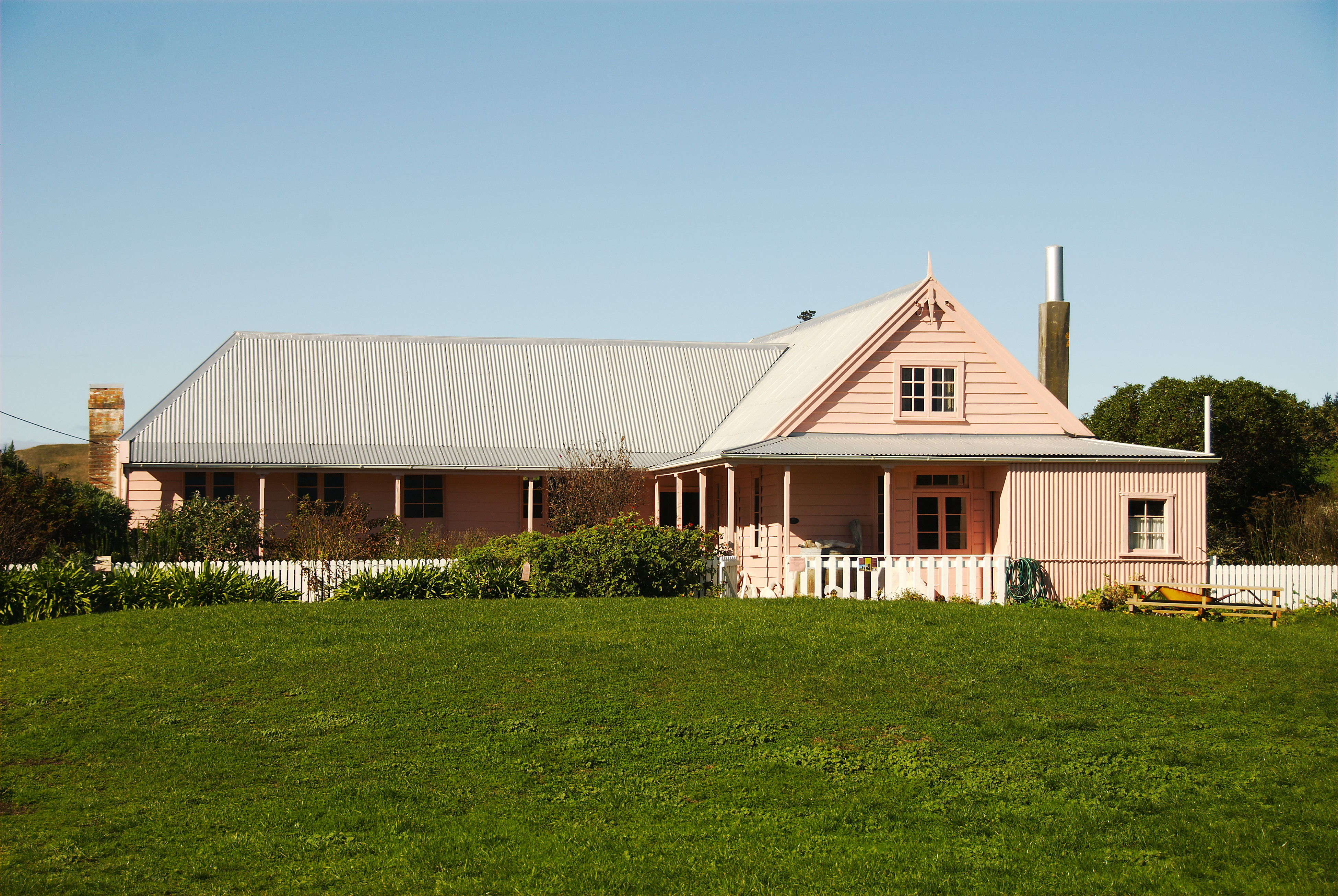
Maison Fyffe
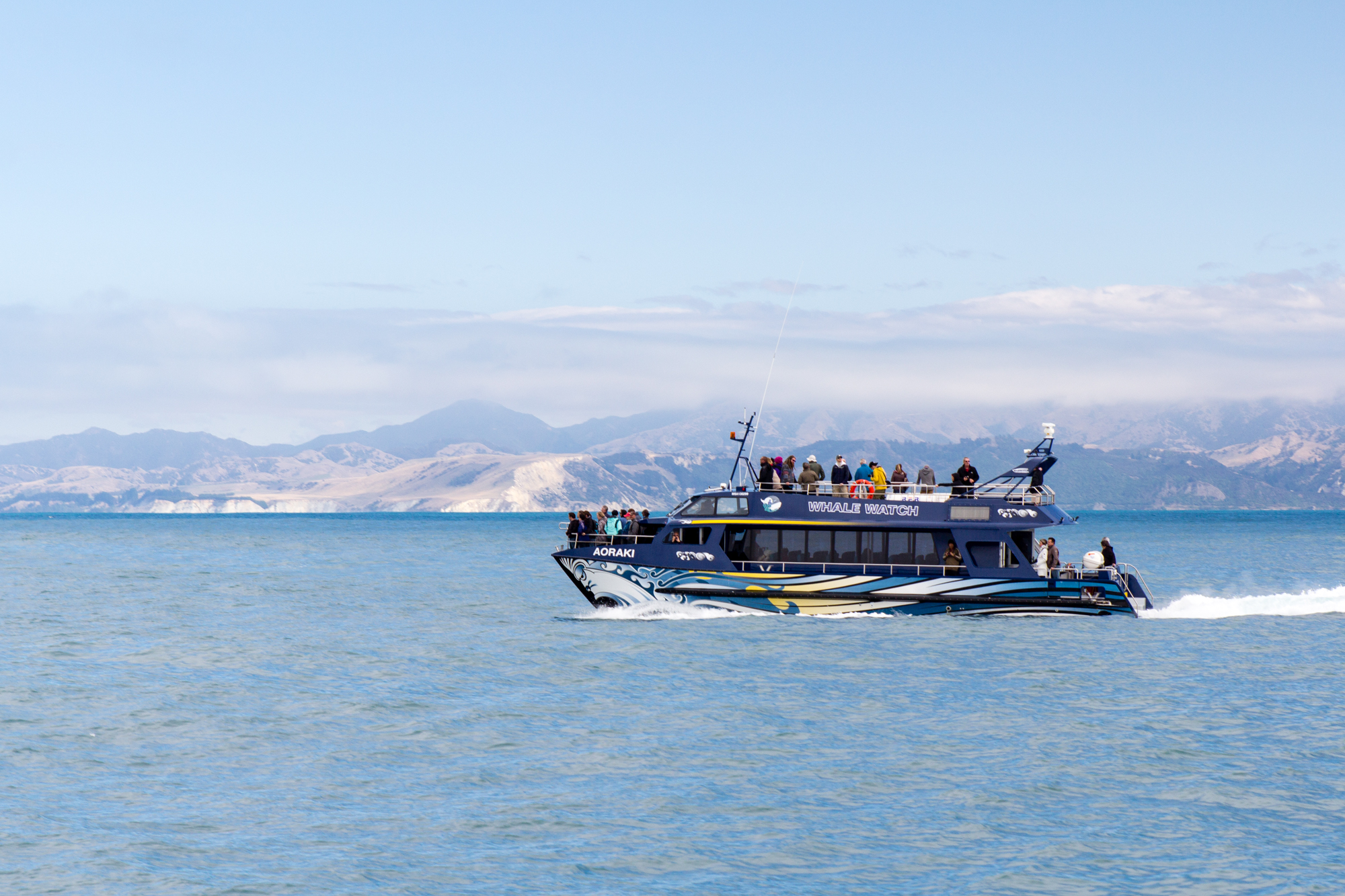
Navire d'observation des baleines
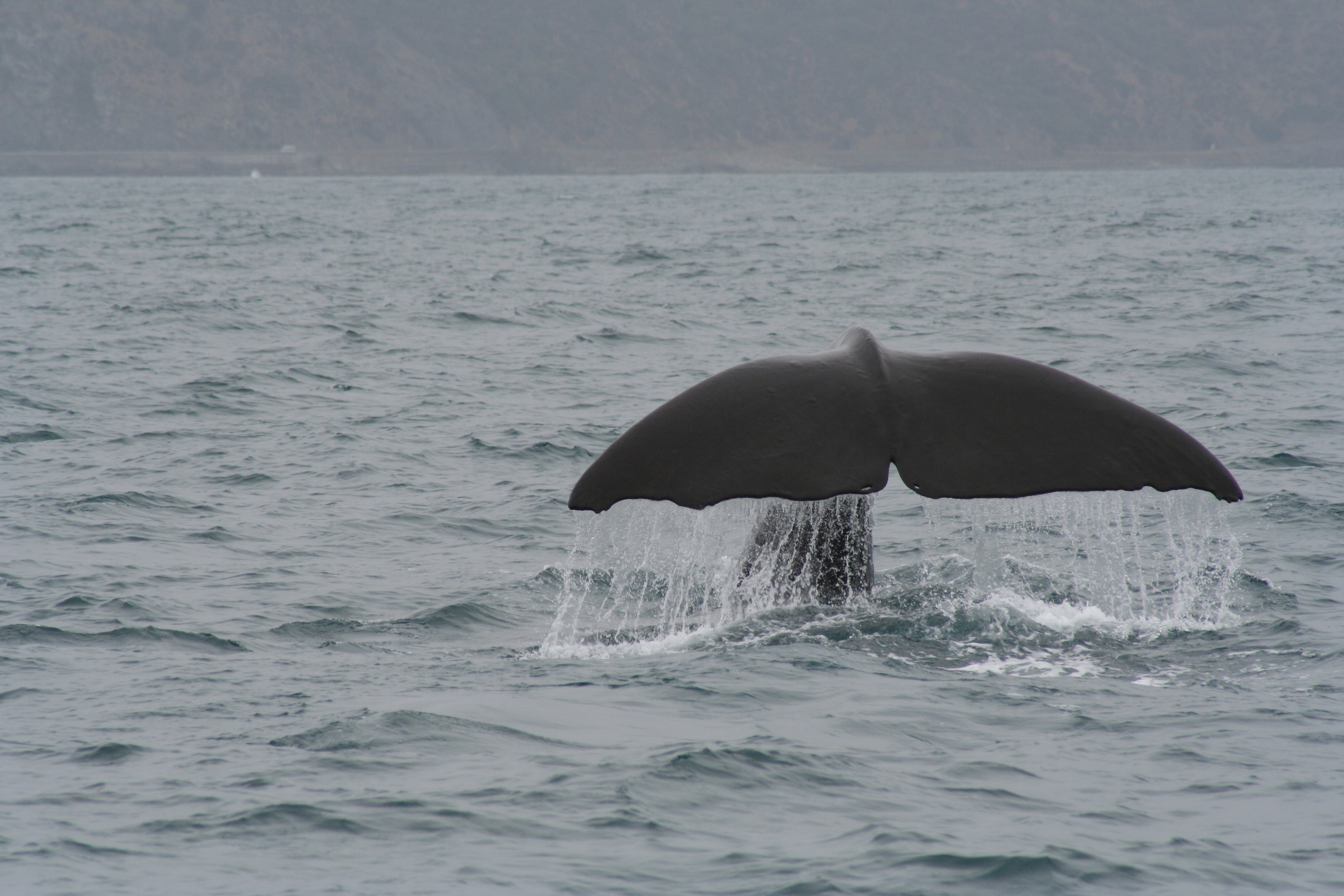
Un grand cachalot vu d'un bateau d'observation des baleines au large de Kaikoura
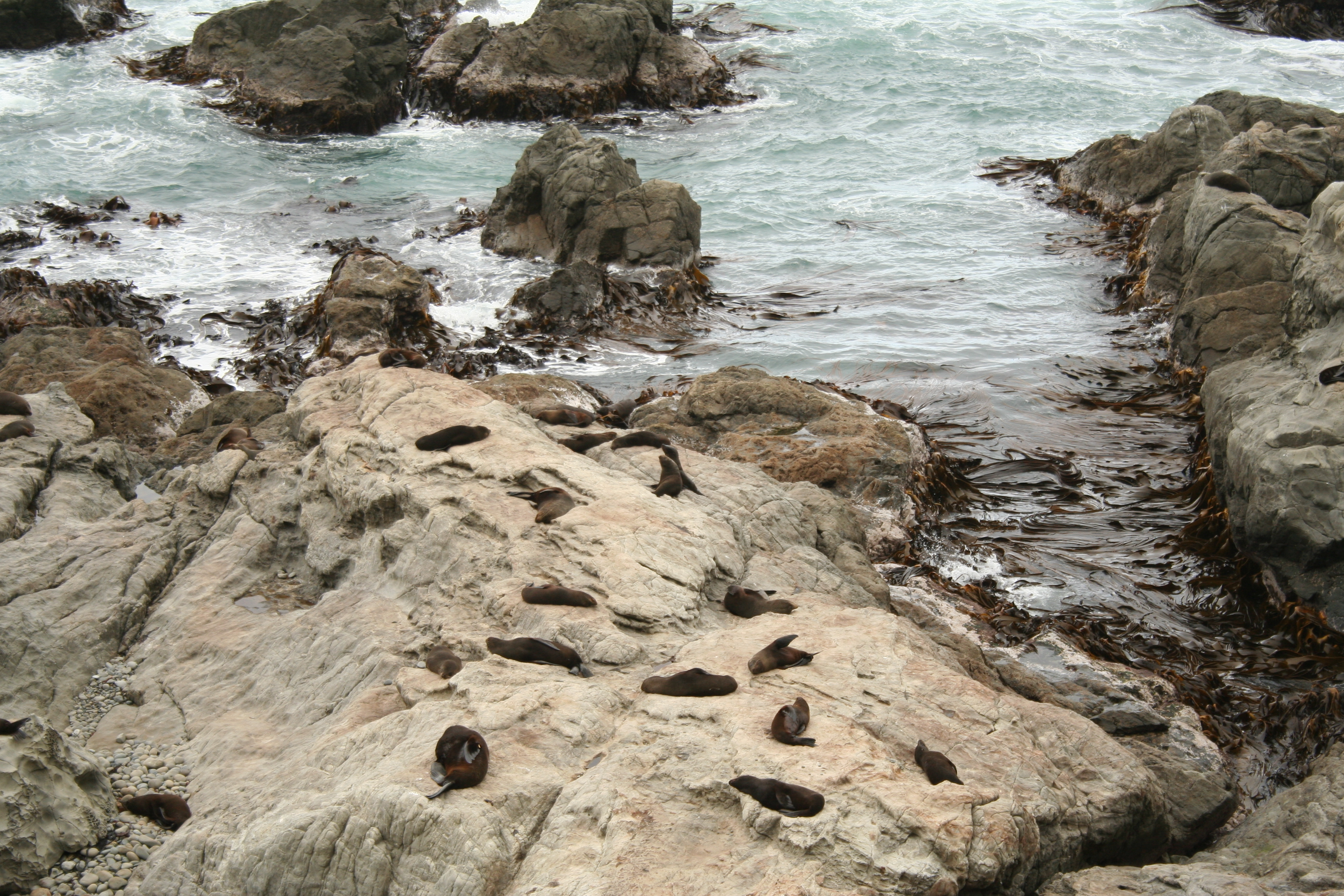
Une colonie de morses au niveau de la péninsule de Kaikoura
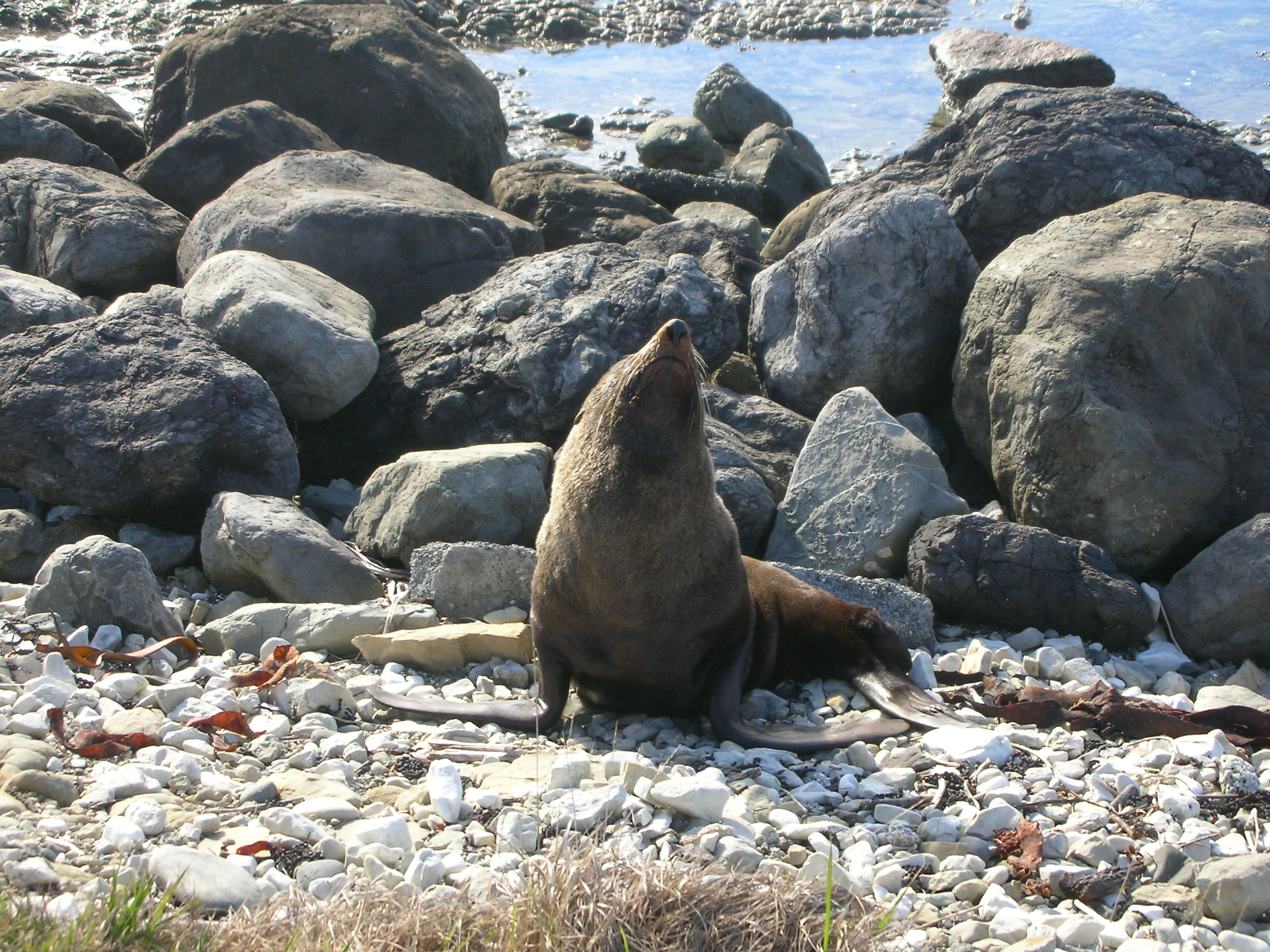
Une Otarie à fourrure sur la plage de Kaikoura